# Endless Love (phim truyền hình 2019)
Endless Love (tiếng Thái: Endless Love – รักหมดใจ; RTGS: Endless Love – Rak Mot Chai) là một bộ phim truyền hình Thái Lan phát sóng năm 2019 chuyển thể từ bộ phim truyền hình Đài Loan cùng tên Endless Love (2010), với sự tham gia của Thanat Lowkhunsombat (Lee) và Violette Wautier.
Bộ phim được đạo diễn bởi Ekkasit Trakulkasemsuk và sản xuất bởi GMMTV và Keng Kwang Kang. Đây là một trong mười ba dự án phim truyền hình cho năm 2019 được GMMTV giới thiệu trong sự kiện "Wonder Th13teen" vào ngày 5 tháng 11 năm 2018. Bộ phim được phát song vào lúc 20:10 (ICT), Chủ nhật trên GMM 25 và phát lại vào 22:00 (ICT) cùng ngày trên LINE TV, bắt đầu từ ngày 11 tháng 8 năm 2019. Bộ phim kết thúc vào ngày 17 tháng 11 năm 2019.

## Diễn viên
Dưới đây là dàn diễn viên của bộ phim:

### Diễn viên chính
- Thanat Lowkhunsombat (Lee) vai Day
- Violette Wautier vai Min

### Diễn viên phụ
- Sutthipha Kongnawdee (Noon) vai Ne
- Chanunphat Kamolkiriluck (Gigie) vai Namol
- Sivakorn Lertchuchot (Guy) vai Phon
- Nachat Juntapun (Nicky) vai Cue
- Santisuk Promsiri (Noom) vai Theep
- Teerapong Leowrakwong (Bie) vai Pairoj
- Suttatip Wutchaipradit (Ampere)
- Kalaya Lerdkasemsap (Ngek)
- Weerayut Chansook (Arm)
- Phurikulkrit Chusakdiskulwibul (Amp)
- Suporn Sangkaphibal

### Khách mời
- Trakarn Punthumlerdrujee

## Nhạc phim
| Tên bài hát                                | Thể hiện              | Ref.  |
| ------------------------------------------ | --------------------- | ----- |
| จะยอมให้เธอคนเดียว (Ja Yom Hai Tur Kon Diow) | Tanont Chumroen (Non) | [ 6 ] |
| ไม่ใช่เรื่องบังเอิญ (Mai Chai Reung Bang Earn)   | Wonderframe           | [ 7 ] |